# Martin Mystery
Martin Mystery ist eine französisch-kanadische Zeichentrickserie. Die Produktion startete im Jahr 2003 und endete im Jahr 2006. Sie dreht sich um die Abenteuer der Hauptfigur Martin Mystery, der mit seiner Halbschwester und deren Freundin übernatürlichen Ereignissen nachgeht. Die Zeichentrickserie basiert auf der italienischen Comicserie Martin Mystère.

## Inhalt
Der 16-jährige Martin Mystery ist vom Paranormalen fasziniert und arbeitet gemeinsam mit seiner Stiefschwester Diana Lombard und dessen Freund Java im Auftrag der Organisation The Center. Diese beschäftigt sich mit übernatürlichen Phänomenen. Von ihrer Chefin M.O.M werden die drei Jugendlichen in verschiedene Gegenden der Welt geschickt, um Ereignisse aufzuklären, von denen die Organisation erfährt. Dabei kommt es auch zum Kampf gegen die Kreaturen, denen die drei begegnen, wobei ihnen die vielfältige technische Ausrüstung durch The Center eine Hilfe ist. Daneben müssen Martin und seine Freunde aber auch die Schule besuchen und sich mit den alltäglichen Problemen dort auseinandersetzen.

## Figuren
Martin Mystery
Martin Mystery ist ein 16-Jähriger, der von dem Paranormalen fasziniert ist. Er liebt es, Horrorfilme anzuschauen oder Videospiele zu spielen, statt zu lernen.
Diana Lombard
Sie ist die Stiefschwester von Martin. Im Gegensatz zu Martin Mystery verbringt sie ihre Zeit mit Lernen und ist sehr intelligent. Ihre beste Freundin ist Jenny.
Java
Java ist ein Höhlenmensch, der die Gruppe oft begleitet und ihnen hilft. Er ist zwar stark, hat aber immer wieder Probleme mit moderner Technologie.
Billy
Billy ist ein außerirdischer Freund von Martin. Es bewegt sich mit einer kleinen fliegenden Untertasse und arbeitet in der Geschäftsstelle von The Center. Manchmal nimmt er das Aussehen eines Menschen an.
M.O.M
M.O.M ist die Patronin des Zentrums. Sie ist streng und fürchtet die Ankunft von Martin Mystery in ihrem Büro, weil es oft zu einer Katastrophe führt.

## Produktion und Veröffentlichung
Die Serie wurde unter der Regie von Stephane Berry und Gregory Panaccione bei Image Entertainment Corporation und Marathon Productions produziert. Die Musik stammt von Fabrice Aboulker und die künstlerische Leitung lag bei Stephane Berry. Marathon Productions übernahm auch den internationalen Vertrieb der 66 Folgen umfassenden Serie.
Die 23 Minuten langen Folgen wurden erstmals ab dem 1. Oktober 2003 bei YTV in Kanada ausgestrahlt. Am 27. März 2006 endete die Ausstrahlung nach drei Staffeln. Von Canal J und M6 wurde die Serie in Frankreich gezeigt. Die erste deutsche Ausstrahlung erfolgte vom 6. Dezember 2003 bis zum 22. Mai 2004 beim Sender ProSieben. Es folgten mehrere Wiederholungen bei Fox Kids, Kabel 1, Jetix und in Programmen von Premiere.

## Synchronisation
| Rolle          | Englische Sprecher | Deutsche Sprecher |
| -------------- | ------------------ | ----------------- |
| Martin Mystery | Sam Vincent        | Stefan Günther    |
| Diana Lombard  | Kelly Sheridan     | Julia Haacke      |
| Billy          | Sam Vincent        | Kai Taschner      |
| M.O.M          | Teryl Rothery      | Kathrin Simon     |
| Java           | Dale Wilson        | Thomas Amper      |